# Послы Урала (опера)
Послы Урала — башкирская опера, написанная в 1981 году композитором Загиром Исмагиловым на либретто Ишмуллы Дильмухаметова.

## Описание
Опера З. Г. Исмагилова «Послы Урала» («Урал илселәре»), написанная по драме И. И. Дильмухаметова «Живая земля» («Тере тупраҡ») ставится в 3 действиях.
Премьера оперы состоялась на сцене Башкирского государственного театра оперы и балета (ГТОиБ) 30 марта 1982 года по либретто И. И. Дильмухаметова.
Музыкальный руководитель и дирижёр — Г. Г. Александров;
Режиссёры-постановщики — Р. И. Тихомиров;
Балетмейстер — Ф. М. Саттаров;
Хормейстер — Л. Х. Исхакова.
В главных партиях выступили: Н. З. Абдеев (Юлтый), Р. Ф. Кучуков (Аксэсэн), Ф. А. Кильдиярова (Харыласэс), Ф. М. Латипов (Суюндук), С. К. Галимова (Куйхылу), М. Г. Галеев (Кахирбей), Р. А. Башаров (Иван Грозный).
Премьера 2-й редакции оперы в 2 действиях состоялась 18 сентября 2007 года на сцене Башкирского государственного театра оперы и балета (либретто Дильмухаметова).
Музыкальный руководитель и дирижёр — Р. Э. Лютер;
Режиссёры-постановщики — Г. Г. Исаакян;
Балетмейстер — Ф. М. Саттаров;
Хормейстер — Э. Х. Гайфуллина.
В главных партиях выступили: Ф. З. Салихов (Юлтый), Я. А. Абдульманов (Аксэсэн), А. Р. Габидуллина (Харыласэс), И. Ф. Валиев (Суюндук), С. Р. Аргинбаева (Куйхылу), О. З. Кильмухаметов (Кахирбей), С. А. Аскаров (Иван Грозный).
Во второй редакции оперы «Послы Урала» использовалась новая оркестровка, сокращены народные сцены.
Сцена встречи послов была исполнена у Монумента Дружбы не раз: 12 июня 1997 года (дирижёр Валерий Платонов, в партии Ивана Грозного Ринат Башаров), в дни празднования 440-летия добровольного присоединения Башкирии к России и 17 октября 2007 года в дни празднования 450-летия добровольного присоединения Башкортостана к России.
За оперу «Послы Урала» Загиру Исмагилову в 1982 году было присвоено звание народный артист СССР.

## Сюжет
Опера «Послы Урала», посвящена добровольному вхождению Башкортостана в состав России. В опере показаны массовые сцены, воплощающие образ башкирского народа, который является главным героем произведения. В опере много хоров, также воплощающих народ.
В трёх действиях оперы композитор показал противостояние сторонников присоединения к России старца Аксэсэна, батыра Юлтыя с противниками, которых возглавлял Кахирбей. Повидавший много на своём веку Аксэсэн воплощает в опере лучшие качества башкир: мудрость, стремление к борьбе за судьбу родного народа. Лейтмотивом Родины в опере исполняется народная песня «Урал».
Музыка оперы насыщена национальным колоритом, близостью к башкирской народной музыке (хыктау, узун-кюй, кубаир, такмак). Ивана Грозного в музыке характеризуют звучащие в опере созданной самим царём, любителем церковного пения, церковные песнопения в знаменном стиле «Стихиры на праздник митрополита Петра». Песнопения звучат в исполнении многоголосного хора, открывающего оперу.
Спектакль второй редакции заканчивается исполнением произведения «Эх, Урал».